# Strike Gunner S.T.G.
Strike Gunner (S.T.G) (エス・ティー・ジー), como chamado nos EUA, ou Super Strike Gunner (Europa), é um jogo eletrónico de nave, estilo Shoot'M'Up com rolagem vertical (vertical scrolling Shoot 'em up, em inglês), originalmente lançado em arcades no ano de 1991 pela Tecmo. No ano seguinte foi lançado para o console Super Nintendo
O player assume o controle de um jato de alta tecnologia, o "Strike Gunner" do título, criada e desenvolvida para defender a Terra, e enfrenta vários inimigos, que vão desde helicópteros, jatos, tanques e aeronaves, entre outros.

## Enredo do Jogo
De acordo com o manual de instruções:
Na sua ânsia insana pelo poder, ele uniu forças com uma enorme força de guerra, de hostilidade para além deste planeta, armados com armas mais poderosas do que qualquer coisa nunca antes vista pelo homem. Os países aliados da Terra tentam resistir, mas sem armas nucleares, seus esforços são inúteis. Até 2008, a maioria dos planetas estão em ruínas; então, por ironia da traição, as forças alienígenas se voltam contra seu aliado, partindo, assim, para conquistar e colonizar a Terra.
Agora, com a sobrevivência da raça humana em jogo, os países aliados unirão forças com a ditadura de rebeldes em um último esforço para expulsar os invasores. Na sua fortaleza secreta nas profundezas da selva amazônica, os maiores cientistas da Terra analisaram com cuidado as armas alienígenas e desenvolveram a arma para acabar com todos os invasores alienigenas: A "Strike Gunner".

## Receptividade Crítica
| Críticas profissionais | Críticas profissionais |
| Avaliações da crítica  | Avaliações da crítica  |
| Fonte                  | Avaliação              |
| ---------------------- | ---------------------- |
| Nintendo Power         | (3.2/5)                |
| Super Play             | 66%                    |
| 1UP                    | A                      |
| Gamerankings           | (4/10)                 |
| Famitsu Tsushin        | (21/40)                |

No Japão, a revista Game Machine, em sua edição de 15 de maio de 1991, listou a versão arcade como sendo o décimo primeiro de maior sucesso do ano.
A maioria das críticas baseou-se nos gráficos pobres e invariáveis, e por a jogabilidade ser repetitiva e monótona.
A avaliação no “Game Report Card” pelo voto do leitor da “Family Computer Magazine” é o seguinte: 20,57 pontos (30 pontos no total)
| Pontuação | Personagem | Som/Música | Jogabilidade | Entusiasmo | Custo-Benefício | Originalidade | TOTAL |
| --------- | ---------- | ---------- | ------------ | ---------- | --------------- | ------------- | ----- |
| Pontuação | 3,54       | 3,69       | 3,62         | 3,62       | 3,04            | 3,08          | 20,57 |

## Jogabilidade
Você é um piloto de caça experiente que é convocado a salvar a Terra usando a "Strike Gunner", uma nave futurista equipada com uma arma dupla vermelha laser que pode ser melhorada (até que você morra) várias vezes, até se chegar a sua forma mais potente, que é um laser azul. Além dessa arma, o jogador escolhe uma segunda e mais poderosa "arma especial" com uma carga limitada antes de começar a missão. Existem 15 armas avançadas para escolher (veja abaixo a lista completa), que só podem ser usadas em uma única fase. Isto permite uma abordagem estratégica para o jogo porque certas armas são mais eficazes em determinadas missões. A "arma especial" tem várias limitações, dependendo de qual delas está sendo usada; por exemplo, o Megabeam Canyon é extremamente poderoso, mas só dura menos de cinco segundos e só pode ser usado uma única vez por carga. Em certos pontos das fases, um bombardeiro stealth (ou, em níveis mais avançados, um ônibus espacial ou cápsula) aparecerá para lhe oferecer recarga especial para suas armas, ou dar um impulso de velocidade.
O jogo suporta dois jogadores (Jogador 1 é Jane Sinclair, [nave vermelha], e o Jogador 2 é Mark McKenzie, [nave azul]), que em modo cooperativo enfrentam as mesmas missões do modo single-player. Isso acrescenta outra camada de estratégia ao jogo, pois cada jogador pode escolher as suas próprias "armas especiais" e utilizar uma combinação mortal de ataques especiais cronometrados. Os jogadores podem, ainda, fazer a junção das naves, tornando-as uma só, pressionando o botão X ou Y. Essa junção de poderes é uma estratégia a mais a ser usada para derrotar os inimigos.
O game é composto de 9 fases. Os gráficos são bons até para os padrões do SNES. A tela fica carregada de inimigos e tiros mas os slowdowns são raros. Os chefes ao final de cada fase são simplesmente demais, ocupando telas inteiras e exigindo perícia e precisão aos controles. Os cenários variam bastante, iniciando o jogo em uma densa floresta e concluindo-o em pleno espaço sideral, passando por bases em alto mar e desertos. A música, apesar de repetitiva, é daquelas que gruda na cabeça e da ritmo bom ritmo ao jogo mesmo sem muito glamour ou destaque. Possui grau de dificuldade moderado, permitindo a novatos e veteranos em jogos de nave poderem desfrutar e passar boas horas se divertindo com este grande título.

## Armas Especiais

Menu de seleção de armas especiais (Versão SNes).

Na versão arcade, o jogador tem 8 opções de armas. Na versão video-game, são 15 opções de armamento. Todas elas estão disponíveis para o jogador desde o início do jogo. O jogador tem 10 segundos para escolher qual a arma que ele deseja usar naquela fase. Após cada etapa, o jogador deve escolher uma nova arma especial. Não se pode escolher as que já foram usaram nas etapas anteriores. A maioria das armas são auto-explicativas:
| Armamento       | Presente na Versão Arcade?          | Descrição |
| --------------- | ----------------------------------- | --- |
| Plasma Shield   | Não                                 | - Um poderoso escudo energético que protege o jogador por apenas 12 segundos antes de desaparecer. - A blindagem também pode ser usada como arma ofensiva, afetando o inimigo quando o jogador o toca.                                                                                          |
| Homing Missile  | Sim                                 | - Uma espécie de canhão que dispara dois mísseis infravermelhos que detectam os inimigos e voar em direção a eles. |
| Atomic Missile  | Sim                                 | - Um míssil atômico poderosíssimo, que destrói tudo em sua área de explosão. |
| Laser Cannon    | Sim (aqui chamado de Photon Blastr) | - Um canhão que dispara dois lasers vermelhos de alta precisão. |
| Megabeam Cannon | Não                                 | - A arma mais poderosa do jogo. É um canhão que dispara um hiper-poderoso laser azul, que destrói tudo em seu caminho. Apesar de usá-lo, o jogador torna-se invencível. No entanto, ele só leva cerca de 4 segundos e consome toda a barra de força da arma. - Só pode ser usada uma única vez. |
| AntiAir Mine    | Sim                                 | - Como o nome sugere, são minas antiaéreas. |
| Sonic Wave      | Sim                                 | - Um canhão que dispara uma explosão sônica que pisca na tela e limpa toda a área ao redor do jogador. |
| Sonic Shooter   | Não                                 | - Um canhão que dispara contínuas ondas sonoras. - Capaz de destruir os tiros inimigos que não podem ser destruídas com o tiro simples. |
| Spray Missile   | Sim                                 | - Vários mísseis que são disparados e que explodem nos inimigos. |
| Photon Torpedo  | Não                                 | - Um canhão que dispara cinco torpedos de luz. - O jogador é capaz de controlar a direção do tiro. - Esta arma foi elaborada para homenagear os filmes Star Wars e Star Trek |
| Comrade Fighter | Sim                                 | - São dois pequenos jatos extra, que se juntam a nave Strike Gunner, multiplicando o poder de fogo para 3. - Demora cerca de 15 segundos antes que ele voe para fora da tela. |
| Adhesive Bomb   | Não                                 | - Um canhão que dispara bombas-adesivas, que, como o nome sugere, se grudam como adesivos aos inimigos e explodem. |
| Heavy Vulcan    | Não                                 | - Uma arma de alta precisão, que dispara tiros constantes contra o adversário. |
| Heat Arrow      | Não                                 | - Um canhão que, como o nome sugere, dispara projéteis que detectam o calor dos inimigos e os perseguem. |
| AutoAim Vulcan  | Não                                 | - Similar ao Heavy Vulcan, mas o tiro é disparado em todas as direções. |

## Personagens
| Nome          | Player   | Cor Nave      | Sexo      | Idade   | Classe / Patente                                   |
| ------------- | -------- | ------------- | --------- | ------- | -------------------------------------------------- |
| Jane Sinclair | Player 1 | Nave Vermelha | Feminino  | 21 anos | Classe Sargento (Sargento Técnico)                 |
| Mark McKenzie | Player 2 | Nave Azul     | Masculino | 28 anos | Classe Senior de Sargento (Sargento Mestre Senior) |

## Dados do jogo
- Data de Criação: Arcade: 1991 / SNes: 27/03/1992
- País de Origem -  Estados Unidos
- Criador: Athena Co., Ltd.
- Distribuidor: NTVIC
- Número: SNS-SG-USA
- Gênero: Nave/Tiro / Shoot'M'Up
- Plataforma: Super Nintendo
- Tipo de Armazenamento: Cartucho
- Capacidade (Memória): 8 Mega
- Número de Jogadores: 1 ou 2 co-op (Single ou Multi-player Cooperative Mode)

### Créditos
- Produtor: Sakae Nakamura
- Diretor: Hironobu Tamai
- Programador(es): Naoki Morishima / Aka Ishibashi / Tsutomu Tabata
- Programador dos Inimigos: Aka Ishibashi
- Programador dos Chefões: Naoki Morishima
- Programador de Armas: Bakuretso Tabata
- Programador da Abertura e do Final: Go^Kai Tabata
- Designer: Hironobu Tamai
- Trilha-sonora: Shotaro Sasaki (Sho) / Aka Ishibashi
- Efeitos Sonoros: Aka Ishibashi
- Suporte: Bakuretso Tabata, Kudo Chan
- Illustração: Marc William Ericksen